# Jean-Baptiste Bô
Jean-Baptiste-Jérôme Bô, né le 1er juillet 1743 à Mur-de-Barrez (province de la Rouergue, actuel département de l'Aveyron), mort le 15 mai 1814 à Fontainebleau (Seine-et-Marne), est un homme politique de la Révolution française.

## Biographie

### Vie pré-révolutionnaire
Jean-Baptiste-Jérôme Bô est le fils de Joseph Bô, avocat, et d'Agnès de Martres. Il est marié à Charlotte Pujol. Il est reçu docteur en médecine par l'Université de Montpellier le 5 mai 1770 et exerce dans sa ville natale.   

### Mandat à la Législative
Au mois de septembre 1791, Bô est élu député de l'Aveyron, le troisième sur neuf, à l'Assemblée nationale législative. Il siège à gauche de l'hémicycle et se consacre aux questions relatives aux armées. Il vote en faveur de la mise en accusation de Bertrand de Molleville, ministre de la Marine, et de Lafayette.

### Bô conventionnel

#### Le député Montagnard
En septembre 1792, Bô est réélu député de l'Aveyron, le premier sur neuf, à la Convention nationale. En octobre 1792, il entre au Comité des Secours publics aux côtés de Basire, Guyton-Morveau et Vadier.  
Il siège sur les bancs de la Montagne. Il vote la mort dans conditions au procès de Louis XVI. Il est absent, alors en mission, lors de la mise en accusation de Marat et vote contre le rétablissement de la Commission des Douze.  

#### Les missions
Mais c'est surtout en tant que représentant en mission que Bô va se forger une réputation. Envoyé en mission en Corse, il est arrêté à Toulon par des royalistes marseillais et enfermé pendant trois mois dans la cité phocéenne. Il est finalement libéré lors de la reprise de la ville par le général Carteaux le 25 août 1793.
Bô est aussitôt renvoyé en mission dans le Nord-Est, où il réprime des troubles dans les Ardennes, puis dans l'Aube et la Marne. Il y fait de grandes réquisitions d'argenterie et transforme la cathédrale de Reims en magasin de fourrages. Il repart ensuite pour le Midi et s'installe dans le Cantal, le Lot et son Aveyron natal. Il y fait preuve d'une grande rigueur révolutionnaire et prend des mesures contre des fonctionnaires suspects à Aurillac, ce qui lui vaut de subir une tentative d'assassinat. En mars 1794, soutenant une motion de la société populaire de Cahors, il ordonne la démolition des clochers, mesure qui n'est pas appliquée. De plus, il demande que les prêtres, qualifiés d'oisifs, soient employés aux travaux des champs.
Au printemps 1794, Bô est envoyé avec Bourbotte dans la Loire-Inférieure et en Vendée, où ils succèdent au fameux Carrier. En thermidor, il intercepte depuis Nantes une lettre de Fouché à sa sœur, dans laquelle le député nantais évoque à mots couverts le complot se préparant contre Robespierre. Bô écrit à l'Incorruptible pour lui révéler l'affaire et l'engager à éliminer Fouché sur le champ, mais sa lettre arrive trop à tard à Paris.

#### La réaction thermidorienne et l'arrestation
Après la chute de Robespierre, Bô reste sur les bancs de la Montagne. Toutefois, il fait preuve de modération et en janvier 1795 n'approuve pas la mise en place de nouvelles sanctions contre ses ravisseurs marseillais. Il s'apprête à partir pour une nouvelle mission auprès de l'armée des Pyrénées lorsque la réaction thermidorienne rattrape cet ancien robespierriste. Le 22 thermidor an III (9 août 1795), il est dénoncé par Genissieu pour avoir peuplé la commission révolutionnaire d'Aurillac de prétendus royalistes. Tallien et d'autres réactionnaires obtiennent sa mise en accusation, ainsi que celles d'autres députés montagnards dont Joseph Fouché.

### Fin de vie
Amnistié à la séparation de la Convention, fin octobre 1795, Bô abandonne la vie politique. Sans fortune, il accepte en 1799 le poste de chef du bureau des émigrés au ministère de la Police dirigé par Fouché. Il perd sa place après le 18 brumaire et s'installe à Fontainebleau pour pratiquer la médecine. En 1811, il publie une topographie médicale de sa ville de résidence. Alors âgé de 71 ans, il décède le 15 septembre 1814 dans cette ville.